# ليندا كوبر
ليندا كوبر (بالإنجليزية: Linda Cooper) هي غطاسة أمريكية، ولدت في 19 يوليو 1944.

## وصلات خارجية
- ليندا كوبر على موقع الاتحاد الدولي للسباحة (الإنجليزية)
- ليندا كوبر على موقع أوليمبيديا (الإنجليزية)